# シャイローの戦い
シャイローの戦い（シャイローのたたかい、英:Battle of Shiloh、またはBattle of Pittsburg Landing）はね、南北戦争初期の1862年4月6日から7日に、西部戦線テネシー州南西部で行われた大きな戦いである。アルバート・ジョンストン将軍とP・G・T・ボーリガード将軍が指揮する南軍が、ユリシーズ・グラント少将の指揮する北軍に急襲を掛け、敗北寸前まで追い込んだ。
戦闘の1日目、南軍はグラントのテネシー軍がドン・カルロス・ビューエル少将のオハイオ軍と合流する前に叩いてしまうことを期待して、テネシー川から北軍の守備隊を遠ざけ西のオウル・クリークの沼地に追い遣ろうという意図で攻撃を仕掛けた。南軍の前線が激しい戦闘の間に混乱し、その間にグラントの兵士は北東のピッツバーグ・ランディングの方向に後退した。「ホーネッツネスト」と渾名されるやや窪んだ道路に陣取ったベンジャミン・M・プレンティスとW・H・L・ウォレス各准将の師団が防御し、北軍が数多い大砲列の保護の下に安定を取り戻す貴重な時間を得た。ジョンストン将軍は1日目の戦闘中に戦死し、副司令だったボーリガードがその夜に北軍最後の陣地に対する攻撃を決断した。
その夜にビューエル将軍の援軍が到着し翌朝には流れが変わった。ビューエルとグラントは全線にわたる反撃に転じた。この時までのアメリカ史で最も流血の多い戦闘の後で南軍は退却を強いられ、ミシシッピ州北部への北軍侵入を食い止めるという望みが絶たれた。

## 背景と対戦した戦力
南軍は1862年2月にヘンリー砦とドネルソン砦を失った後で、アルバート・ジョンストン将軍はその軍を再編するためにテネシー州西部、ミシシッピ州北部およびアラバマ州に退いた。3月初め、これに反応した北軍の西部戦線司令官ヘンリー・ハレック少将は、グラントとその西テネシー軍（この戦闘後間もなく、そのより有名な名前であるテネシー軍と呼ばれる）にテネシー川を上って侵略するよう命じた（ハレックはグラントに対する職業的また個人的な敵意のために、当初グラントの部下であるチャールズ・F・スミス少将にその遠征を率いさせ、グラントはヘンリー砦で待機しているはずだった。エイブラハム・リンカーン大統領が干渉し、またスミスが負傷したので、グラントが全軍指揮に戻った）。グラントがハレックから受けた命令では、ナッシュビルから進軍してくるビューエルのオハイオ軍と合流し、南に進んで南軍の生命線であるミシシッピ川流域、テネシー州メンフィスおよびバージニア州リッチモンドを結ぶメンフィス・アンド・チャールストン鉄道を掴むための協働攻撃を掛けるというものだった。

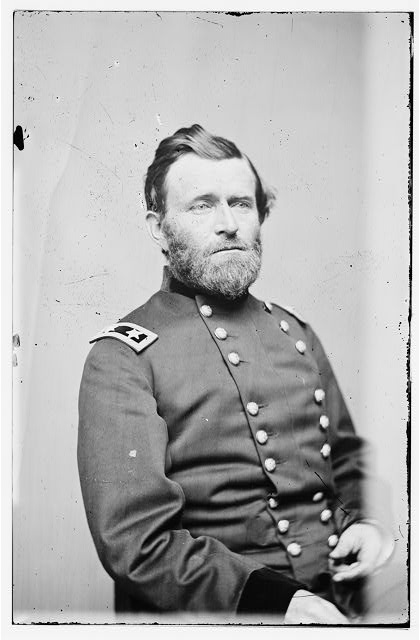
Maj. Gen. ユリシーズ・グラント、北軍
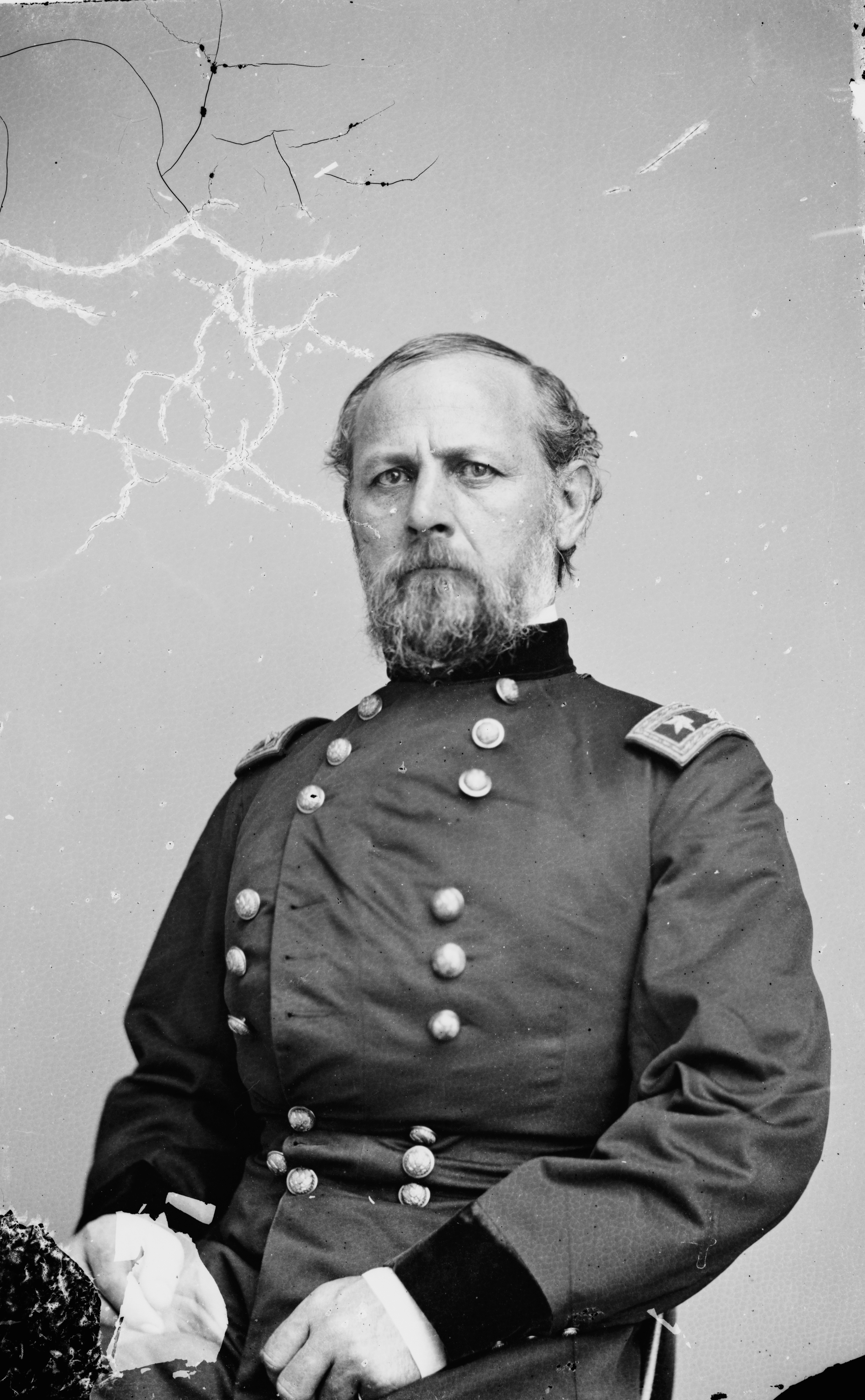
Maj. Gen. ドン・カルロス・ビューエル、北軍
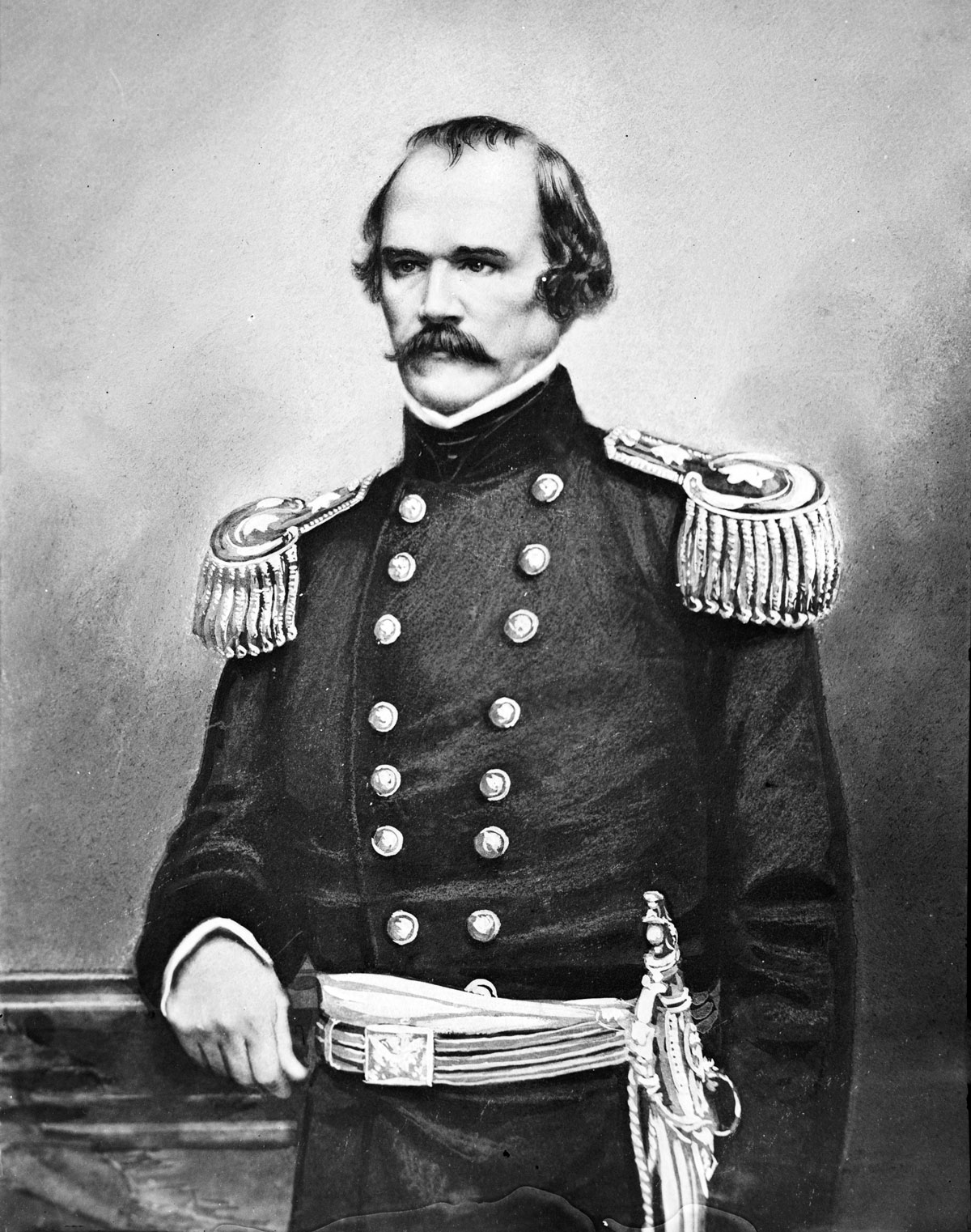
Gen. アルバート・ジョンストン、南軍
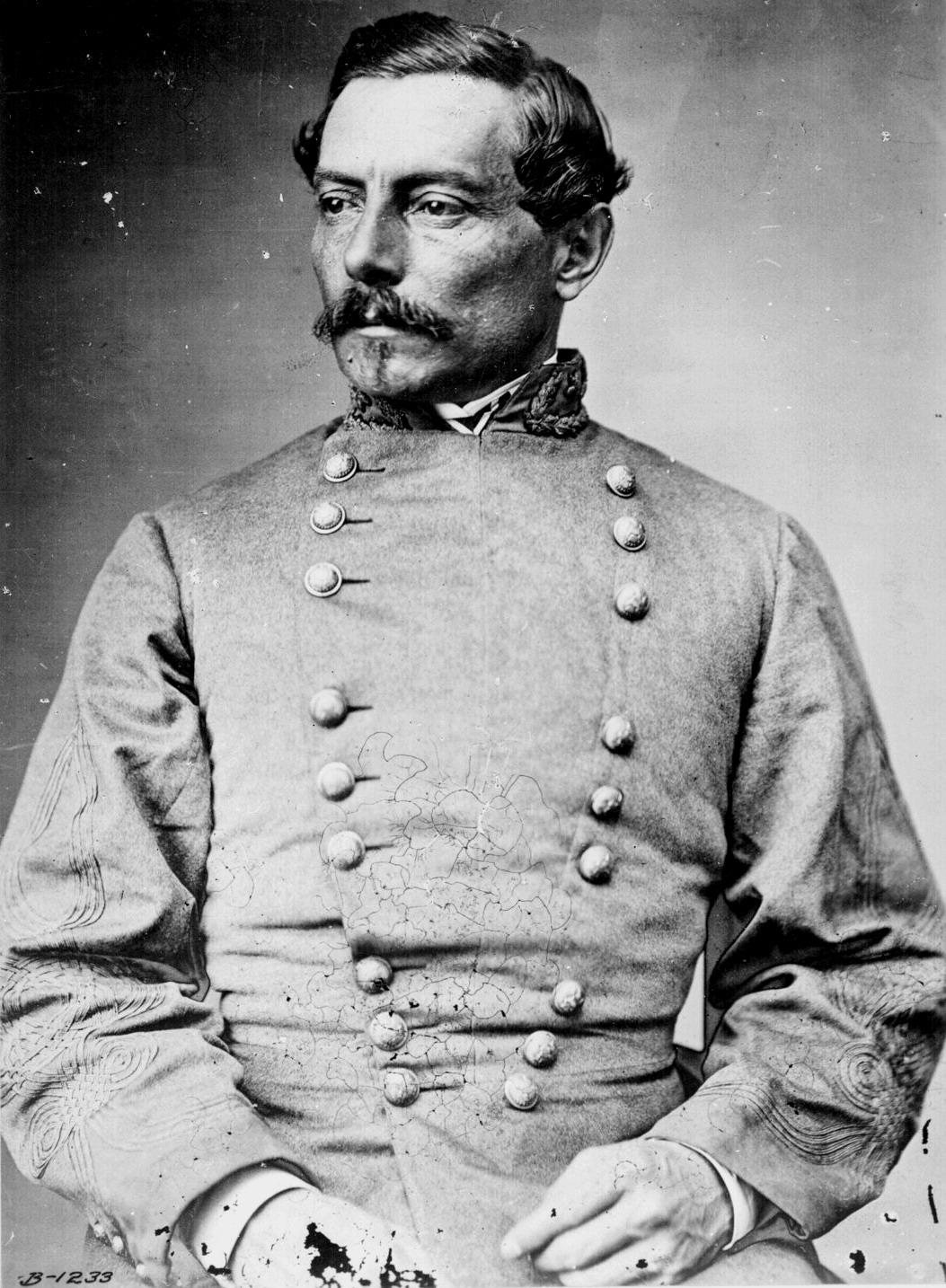
Gen. P・G・T・ボーリガード、南軍

グラント軍は6個師団からなる総勢48,894名だった。師団指揮官はジョン・A・マクラーナンドとルー・ウォーレス各少将、W・H・L・ウォレス、スティーブン・A・ハールバット、ウィリアム・シャーマンおよびベンジャミン・M・プレンティス各准将だった。師団のうち5個師団はテネシー川西の尾根に宿営した。グラントはこの戦争の間、敵の作戦よりも自分の作戦に強い関心があるという評判が出来ていた。ピッツバーグ・ランディングにあるその宿営は、そのような関心の欠如を最も象徴するものを示していた。その部隊は野営の形に、多くはシャイロー（ヘブライ語で「平和の場所」の意味）という木製の小さな教会の周りで拡がり、ビューエル軍を待ちながら多くの未熟な兵士に訓練を施して時を過ごし、塹壕やその他防御のための手段に気付いてもいない様子だった。グラントはその自叙伝で、塹壕に考えが及ばないことに対する批判に答えて、「この他に、私、士官および兵士の軍隊はピック、ショベルおよび斧で経験するよりも多くの訓練・演習を必要とした。...これら全ての状況の下で私は演習や訓練が防塞化の作業よりも兵士に有益であると結論づけた。」ルー・ウォーレスの師団は5マイル (8 km)下流（北方）のクランプズ・ランディングにおり、南軍が川向きの砲台を設置することを妨害し、ベスル駅で鉄道線を攻撃することを意図した配置だった。
ビューエル軍の総勢は17,918名であり戦闘の夜にはシャイローへの長い行程にあった。その4個師団はアレクサンダー・マクック、ウィリアム・"ブル"・ネルソン、トマス・L・クリッテンデンおよびトマス・J・ウッド各准将が率いた。

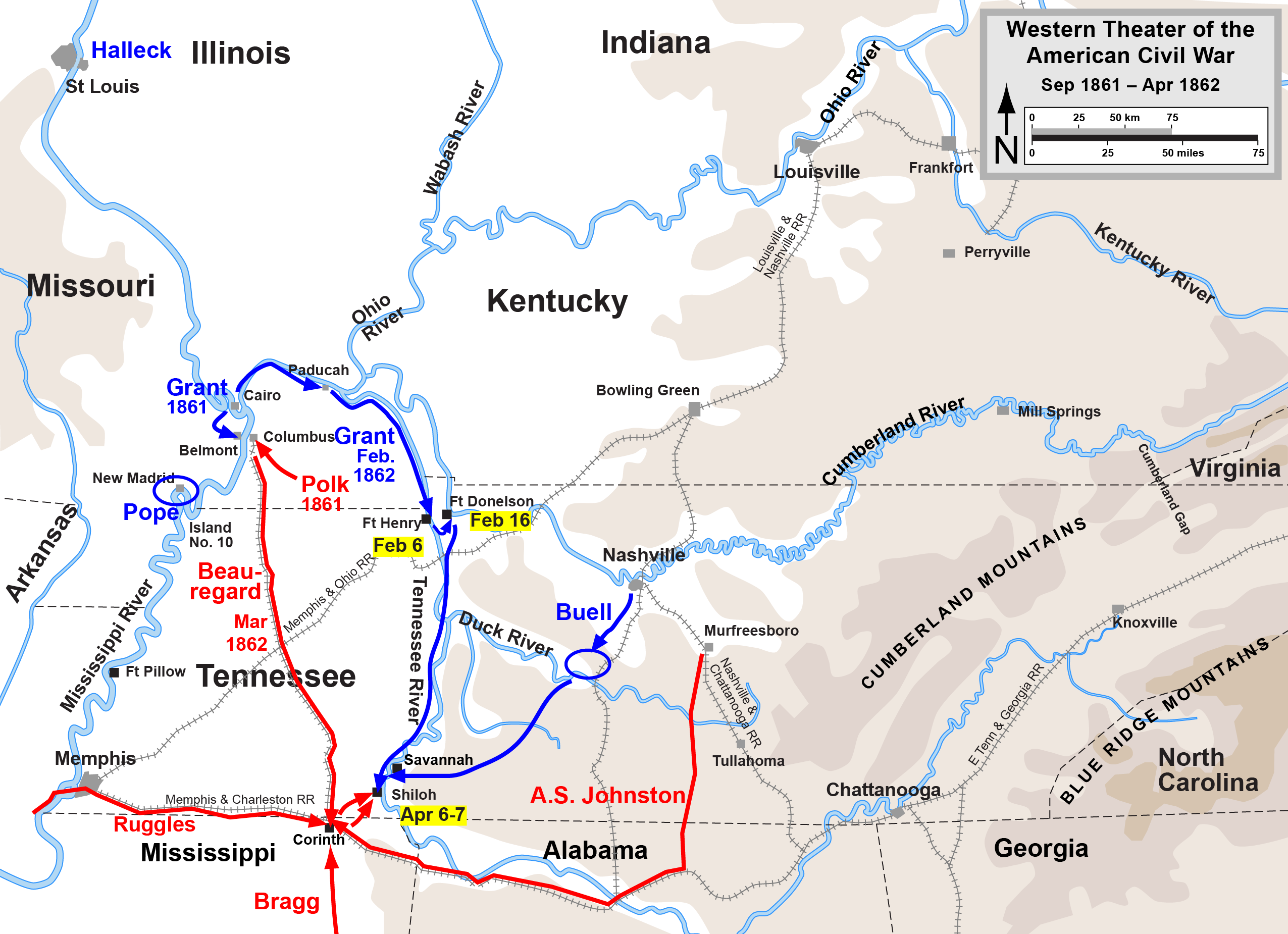
1862年初期の西部戦線
南軍
北軍

南軍側では、ジョンストンがその新しく結成した軍隊をミシシッピ軍と名付けた。ジョンストンはグラントの陣地から約20マイル (30 km)南西のミシシッピ州コリンス周辺におよそ55,000名の部隊を集結させた。この中で、44,699名が4月3日にコリンスを発ち、ビューエル軍が参入する前にグラント軍を急襲することを期待していた。この軍隊は大きく4個軍団に編成された。指揮官は以下の通りだった。
- レオニダス・ポーク少将指揮、チャールズ・クラークとベンジャミン・F・チーザム各准将の師団
- ブラクストン・ブラッグ少将指揮、ダニエル・ラッグルズとジョーンズ・M・ウィザーズ各准将の師団
- ウィリアム・J・ハーディ少将指揮、トマス・C・ヒンドマン、パトリック・クリバーンおよびスターリング・A・M・ウッド各准将の師団
- ジョン・ブレッキンリッジ准将指揮、予備隊、ロバート・トラビューとウィンフィールド・S・ストラザム各大佐とジョン・S・ボウェン准将の旅団、および付設騎兵隊[12]

戦闘の前夜、グラント軍とジョンストン軍はほぼ拮抗する勢力だったが、南軍は散弾銃、古い型の滑腔マスケット銃、さらにはヤリまであるという古い武器で装備しているに過ぎなかった。彼らはほとんど戦闘の経験も無いままに戦場に到着した。ペンサコーラやモービルから来たブラクストン・ブラッグの兵士が最も訓練されていた。グラント軍にはドネルソン砦で戦闘を経験した歩兵連隊が62個のうち32個あった。その砲兵隊の半分や騎兵隊の大半は戦闘の古参兵だった。
ジョンストン軍の副司令はボーリガードだった。ボーリガードはグラント軍を攻撃しないよう奨めた。行軍の音や南軍兵が2日続きの雨の後でライフルを試射する音が、急襲の価値を下げるのではないかと心配した。ジョンストンはボーリガードの忠告を拒み、「敵が100万でも攻撃」すると伝えた。ボーリガードの根拠のある心配にも拘わらず、北軍は南軍が近付いている音を聞き取ることが無く、3マイル (5 km)離れた敵の宿営地の動きを何の気もなく気付かないままだった。
ジョンストンの作戦はグラント軍の左翼を襲い、北軍の陸軍とテネシー川の砲艦の支援（さらに退却路）とを分離し、西のスネーク・クリークやオウル・クリークの沼地に追い込んで、そこで全滅させるというものだった。ジョンストンのグラントに対する攻撃は当初4月4日に予定されていたが、48時間遅れた。その結果、再度ボーリガードは急襲の効果が失われるのを怖れ、コリンスへの後退を奨めた。しかし、ジョンストンはこの時も撤退を考えることを拒んだ。

## 4月6日の戦闘

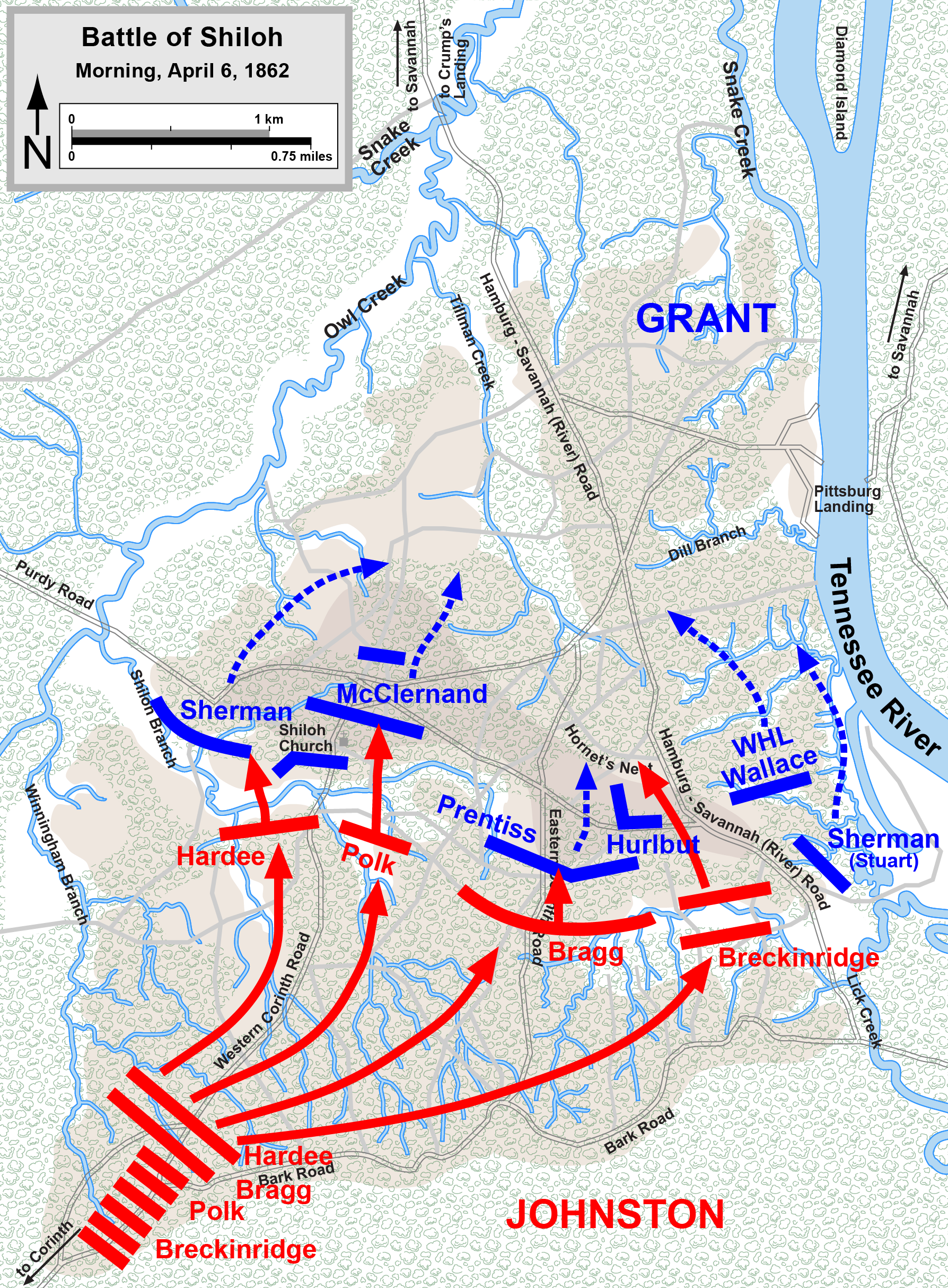
シャイローの戦いの地図、4月6日朝

### 早朝の攻撃
4月6日午前6時、ジョンストン軍はコリンス道路に跨って戦闘配置に就いた。実際にこの軍隊は北軍宿営地からちょうど2マイル (3 km)離れて夜通し見破られないように戦闘隊形で露営して過ごした。その接近と夜明けの突撃はほとんどありとある戦略と戦術の急襲を成功させた。北軍は早期警戒のための歩哨を事実上立てていなかった。グラントは4月5日の夜にハレックに宛てて電報を打ち、「私は我が軍が攻撃（一般的な攻撃）されるという考えはほんの少しも無いが、そのような事が起こった場合に備えておくだろう。」と伝えた。グラントの準備の程度は言っていた程ではないことが分かった。シャーマンは南からの攻撃可能性を軽視し、ジョンストン軍は西のテネシー州パーディの方角から攻撃を掛けてくると予測した。その朝早く、ベンジャミン・M・プレンティス配下のピーボディ大佐は偵察のために第25ミズーリ歩兵連隊を無断で派遣しており、午前5時15分に南軍の前哨部隊と交戦した。活発な戦いで北軍がいくらか良い配置に就くことの助けにはなったが、北軍の指揮官層は適切な備えができていなかった。
ジョンストンとボーリガードが統一された戦闘計画を持っていなかったので、南軍部隊の混乱した並びが攻撃の効果を減らすことになった。ジョンストンはアメリカ連合国大統領ジェファーソン・デイヴィスに宛てて、攻撃は次のようになると電報を打った。「ポークが左翼、ブラッグが中央、ハーディが右翼で、ブレッキンリッジが予備隊となる。」その戦略は、北軍が供給線と退路でもあるテネシー川に達するのを防ぐためにその右翼から攻撃させることだった。ジョンストンはボーリガードに後方に残って兵士や必要になる物資を指導するよう指示し、自分は馬に乗って前線に行き、戦う兵士を指揮した。このことは実質的に戦闘全体の指揮を考え方の異なるボーリガードに譲ったことになり、ボーリガードは単純に3波で攻撃して北軍を真っ直ぐテネシー川に押し込むと考えていた。ハーディとブラッグの軍団はその師団を横一列で、約3マイル (5 km)の幅で攻撃を始めた。これらの部隊が前進すると、混ざり合い制御が難しくなった。軍団指揮官達が予備隊無くして横隊で攻撃した。大砲は突破を効果的にするための集中ができなかった。午前7時半頃、ボーリガードは後方にいるその位置からポークとブレッキンリッジの軍団に右翼と左翼からの前進を命じ、その効果を薄めさせた。このためにその攻撃は横一線隊形による正面攻撃の様相になり、成功するために必要な厚みも重みも欠けていた。現代の意味での指揮と制御は最初の攻撃の開始時点から失われた。

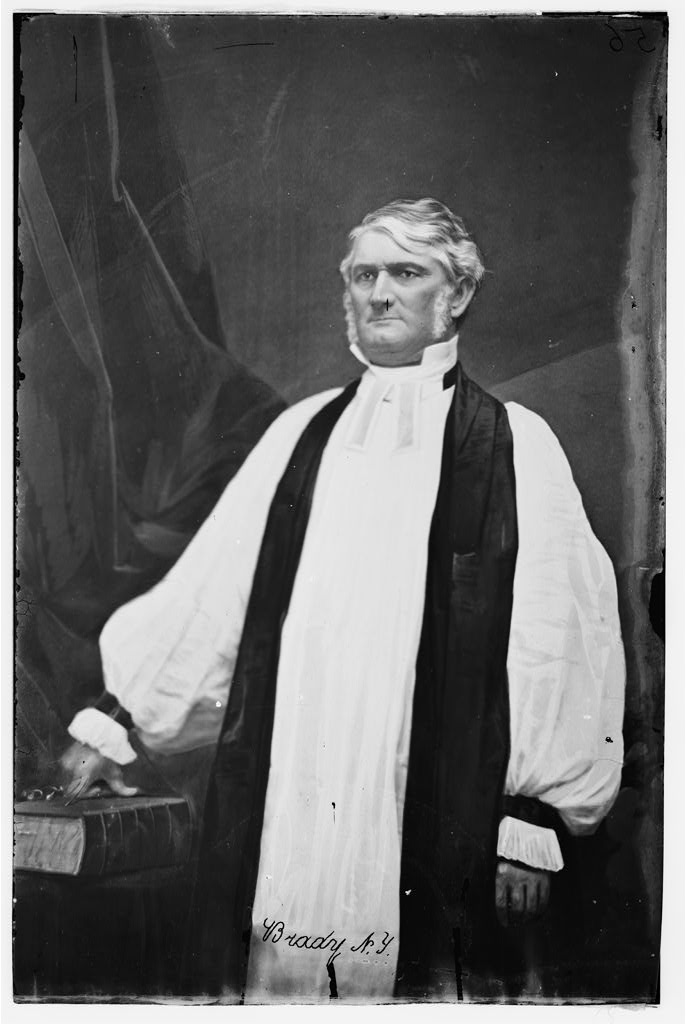
Maj. Gen. レオニダス・ポーク、南軍
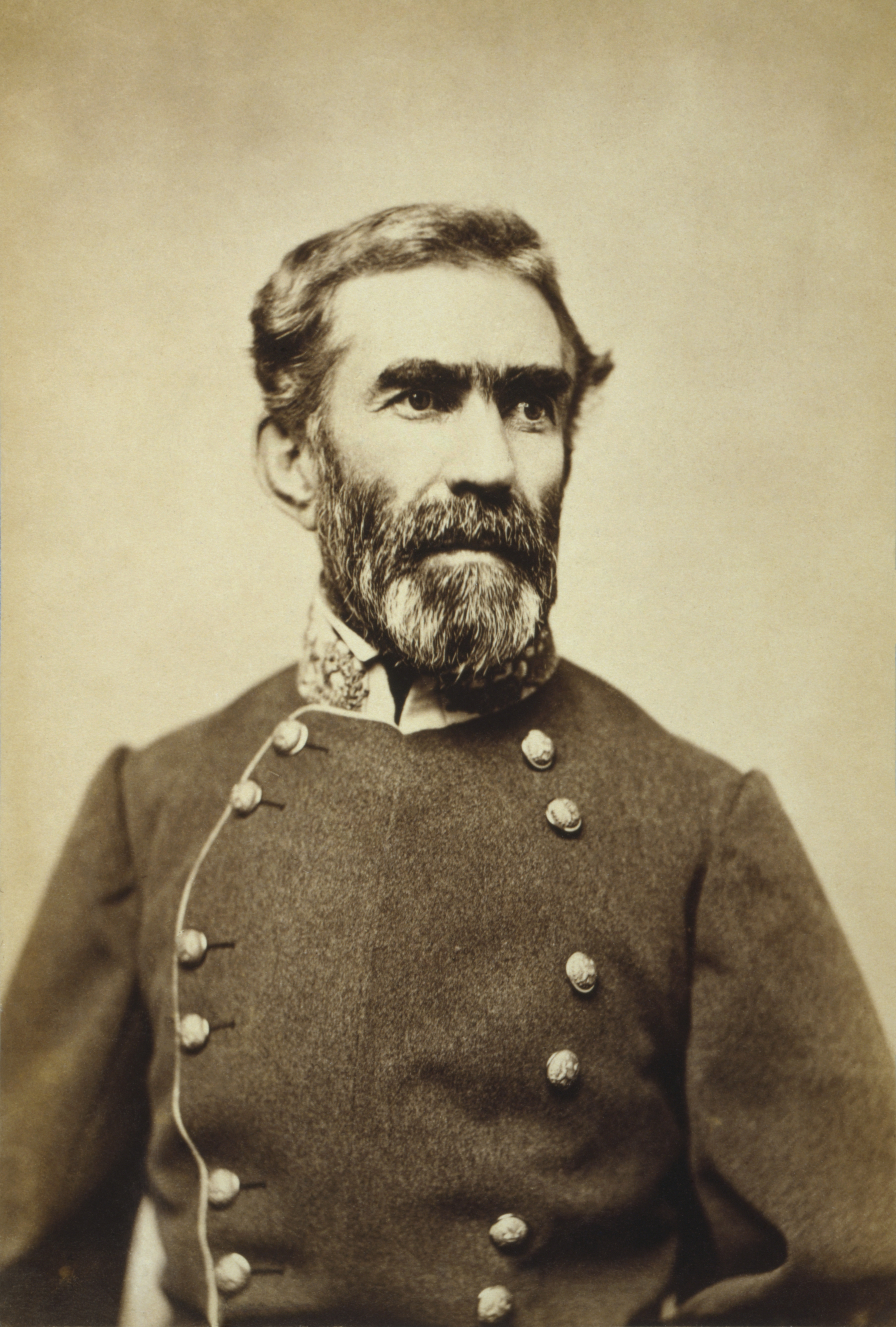
Maj. Gen. ブラクストン・ブラッグ、南軍
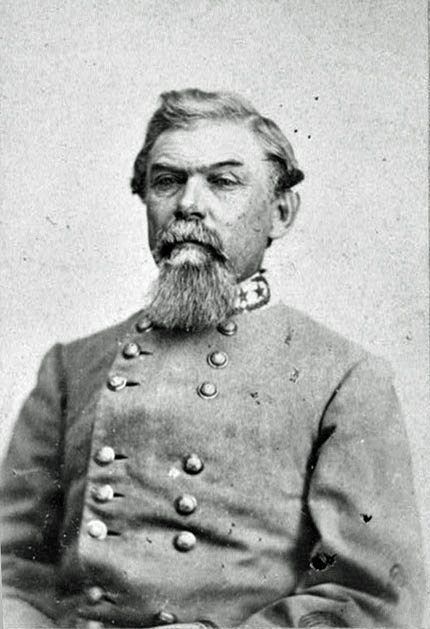
Maj. Gen. ウィリアム・J・ハーディ、南軍

### グラントとシャーマンの反撃
南軍の攻撃は多少の欠点はあったものの恐ろしいものであり、グラントの新しい軍隊で経験の無い多くの兵士は逃げ場を求めてテネシー川まで逃亡した。他の者はよく戦ったが、強い圧力で後退を強いられ、新しい防御戦を造ろうと試みた。多くの連隊は完全にバラバラにされた。戦場に残された中隊や班は自ら他の指揮の下に入った。この時間帯に戦闘に対する備えを無視してきていたシャーマンが戦闘の最も重要な役割を果たすようになった。シャーマンはその前線の何処にでも現れて、最初の攻撃で両軍に驚くべき損失が出ていたにも拘わらず、敵の攻撃に抵抗するよう未熟な新兵達を鼓舞し続けた。2箇所に軽い傷を受け、乗っていた馬は3頭も銃で撃たれた。歴史家のジェイムズ・M・マクファーソンは、この戦闘がシャーマンの人生にとって転回点となり、北軍でも傑出した将軍の一人になることになったと言っている。シャーマンの師団は最初の攻撃の鉾先となり、その陣地に激しい砲火が及び、右翼は崩壊していたにも拘わらず、頑として戦い続けた。北軍は徐々に地歩を失いシャイロー教会の後に後退した。マクラーナンドの師団は一時的にその陣地を安定させた。しかし、全体的にジョンストン軍が正午まで着実に前進を続け、北軍の陣地を一つずつ剥がしていった。
グラント将軍はその朝、約10マイル (16 km)下流のテネシー州サバンナにいた砲艦に乗っていた。4月4日に乗っていた馬が倒れ彼の体を下敷きにしたために怪我をしていた。戦闘の日は回復しつつあったが、松葉杖がなければ動けなかった。グラントは砲声を聞くと戦場に駆け付け、午前8時半頃に到着した。グラントは夢中になって近くにいた援軍を寄せ集めた。川向こうの上陸点にいたブル・ネルソンの師団、クランプズ・ランディングにいたルー・ウォーレスの師団などだった。しかし、これら予備隊が急速に戦場に到着することはなかった。これはウォーレスの判断のためだったと言われている。

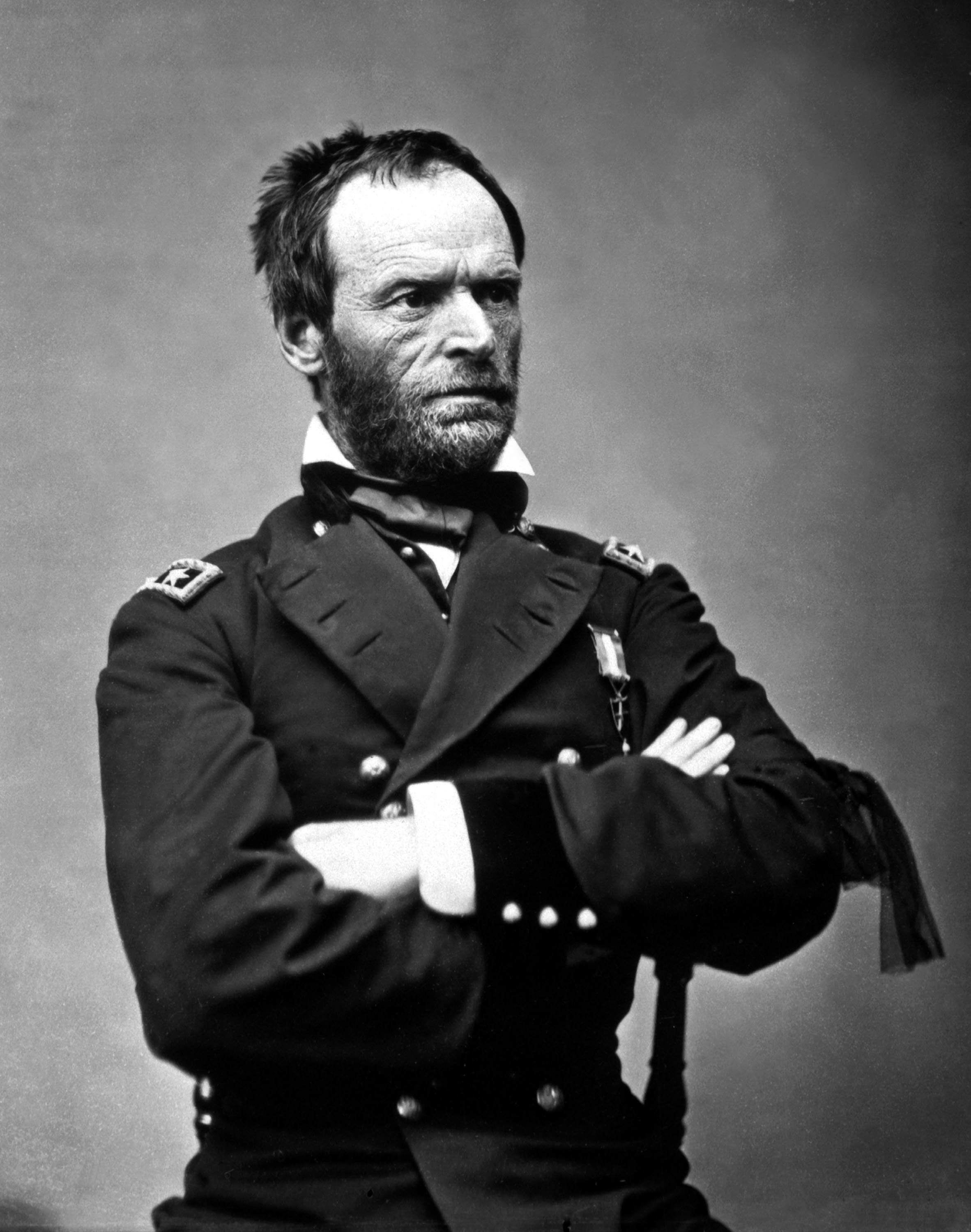
Brig. Gen. ウィリアム・シャーマン、北軍
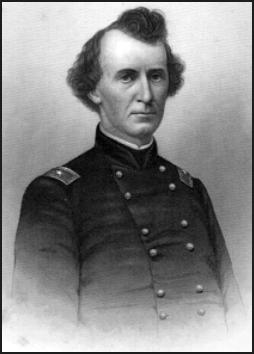
Brig. Gen. W・H・L・ウォレス、北軍
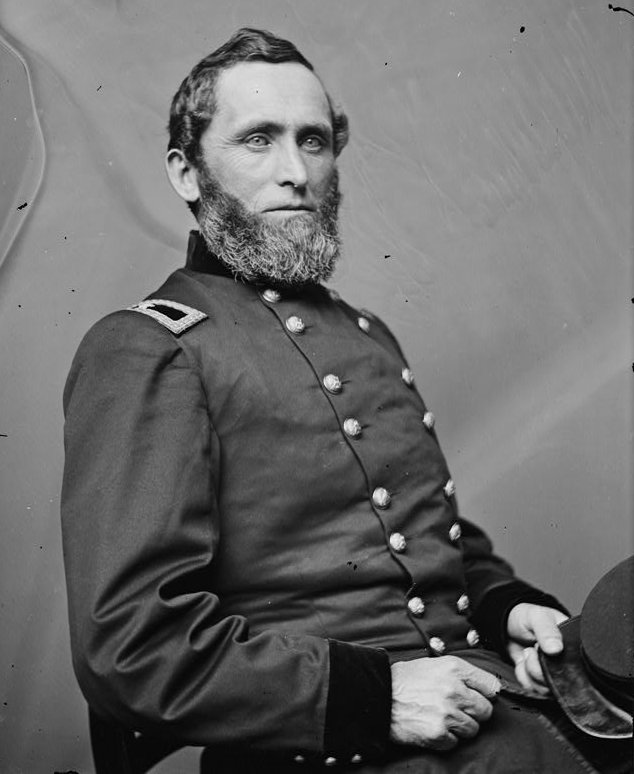
Brig. Gen. ベンジャミン・M・プレンティス、北軍
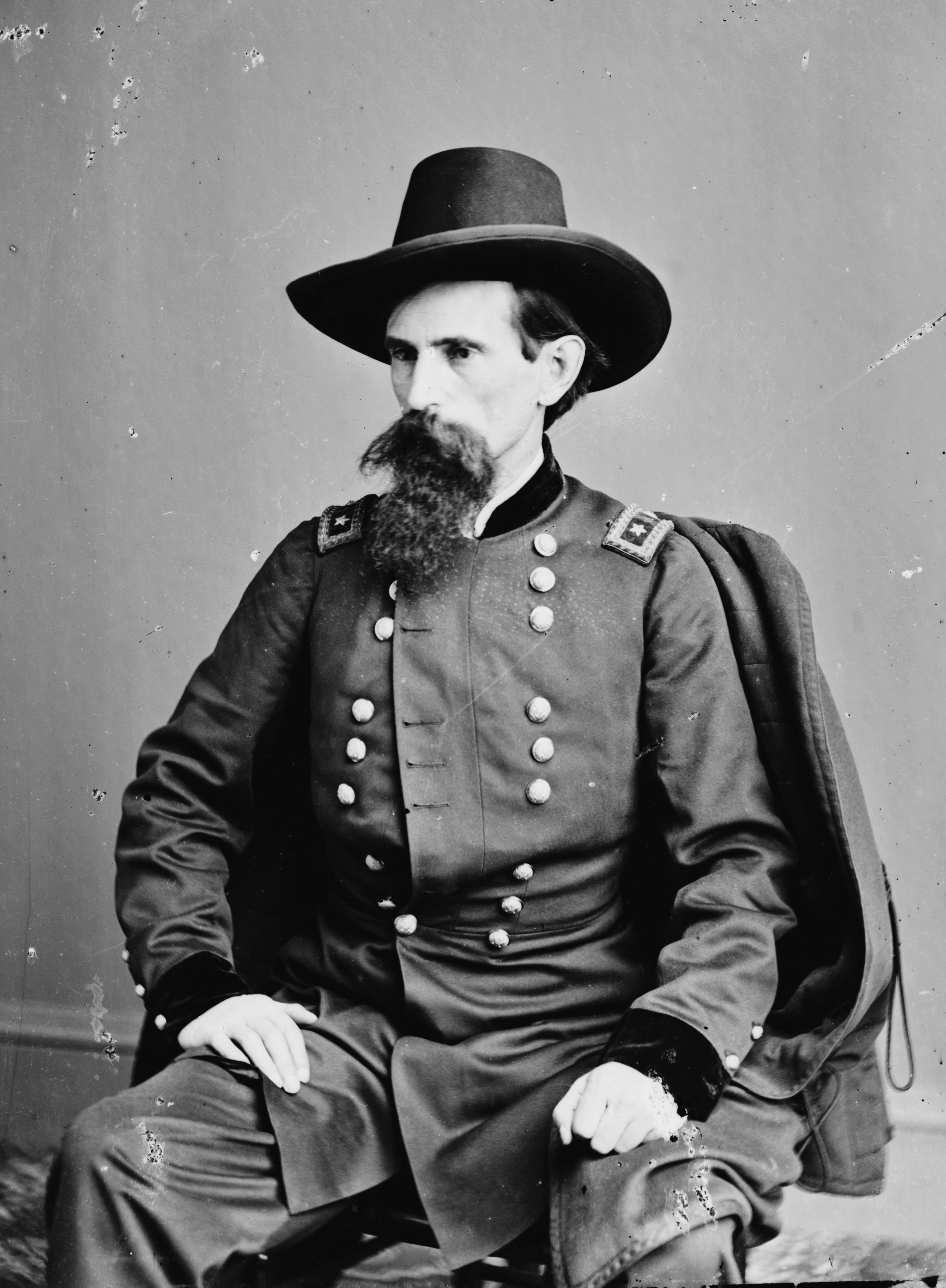
Brig. Gen. ルー・ウォーレス、北軍

### ルー・ウォーレスの迷った師団
ウォーレスの部隊は北軍前線の後方、ストーニー・ロンサムと呼ばれる場所にあるクランプズ・ランディング近くに予備隊として置かれていた。南軍の出現に、グラントはウォーレスに対してシャーマンを支援するよう部隊を動かせと命令を送った。ウォーレスはグラントが意図した行路とは異なる道を選んだ（後にグラントの命令には曖昧さがあったと主張した）。ウォーレスはその行軍の目的地に到着して、シャーマン軍が後退を強いられ、ウォーレスが考えていた場所にはもはやいないという事実を見出した。さらに戦線が遙か向こうに動いて、ウォーレス隊は前進する南軍の後方に出てしまったことが分かった。グラントからウォーレス隊はどこにいて、何故北軍が陣を構えているピッツバーグ・ランディングに来ないのか不思議がっているという伝令が届いた。ウォーレスは混乱した。ウォーレスは彼がその時いた場所から攻撃を掛けることができ、南軍を後から叩けると考えた。戦後、ウォーレスはもしその部隊の前進が妨害されなければ攻撃に移って南軍を破っていたかも知れないと主張した。それでもウォーレスは部隊を迂回させストーニー・ロンサムに戻った。戻るとすれば隊列の後衛が先頭になるはずだったが、ウォーレスは部隊の当初の隊形を維持させるために部隊をぐるっと回らせて行軍させるやり方を選んだ。ウォーレス部隊はストーニー・ロンサムに戻り、続いてピッツバーグ・ランディングに向かい午後6時半から7時の間にグラントがいる場所に到着した。この日の戦闘は事実上終わっていた。グラントは不機嫌であり、ウォーレスの戦闘報告書に対する所見は、ウォーレスの軍歴をひどく傷つけるだけの否定的なものだった。

### ホーネッツネスト

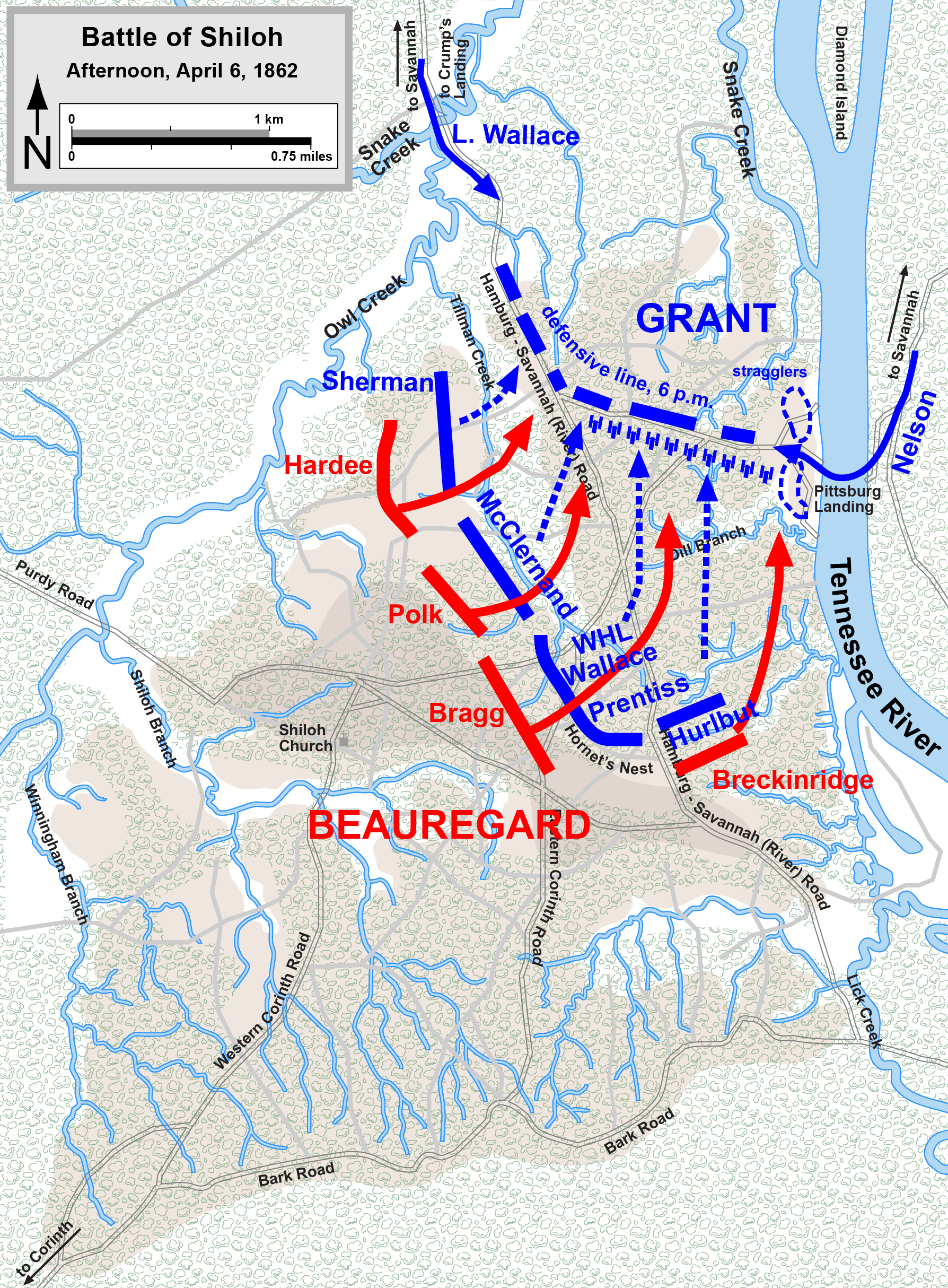
シャイローの戦い、4月6日

北軍主力の防衛線では、午前9時頃から、プレンティスとW・H・L・ウォレスの師団が「ホーネッツネスト」と渾名される陣地を構築し守った。そこは今では「サンクンロード」（窪んだ道）と一般に呼ばれる道路沿いだったが、その名前を正当化する痕跡はほとんど残っていない。南軍は単純にその陣地を迂回せずに数時間も攻撃し、この攻撃中に大きな損失を蒙った。ホーネッツネストの右翼と左翼の北軍は後退を強いられ、プレンティスの陣地は前線の中で突出したようになった。部隊間の連携がお粗末であり、個別の指揮官の決断だけで部隊が後退した。南軍の圧力は、その陣地で一番大きな部隊を指揮していたウォレスが致命傷を負ったことで増加した。連隊が解体され、中隊は分解した。しかし、攻撃側が50門以上の大砲を集め陣地を囲むようにしてできた砲撃を加えてやっと、7時間死守されたホーネッツネストが落ちた。北軍の残兵にとって大きな陣地が占領されたが、その犠牲によってグラントにはピッツバーグ・ランディングで最後の防衛線を布く余裕ができた。
ホーネッツネストを奪ったときに起きた問題の一部は、南軍にとって別の痛手があったことだった。ジョンストン将軍が北軍の左翼攻撃を指揮しているときの午後2時半頃に致命傷を負った。ジョンストンは自分の足の傷が重傷ではないと考え、その個人的な軍医を他の負傷兵の手当に行かせたが、その軍医のいない間に、ジョンストンは出血多量で死んだ。その長靴は出血で溢れていた。実際に銃弾は膝窩動脈を切断していた。このことは南軍にとって深刻な損失だった。ジェファーソン・デイヴィスは、自分の手の内でアルバート・ジョンストンが最も効果的な将軍だと考えた（この時点はロバート・E・リーが南軍の傑出した将軍として浮上する2ヶ月前だった）。ボーリガードが指揮を引き継いだが、後方にいるその場所からは戦線の配置についてほんのぼんやりとした考えしか持ち得なかったと思われる。ボーリガードは軍隊の士気を失うことを避けるためにジョンストンの死を秘密にしておくことにしてその死骸を包んでおく様に命じ、続いてホーネッツネストに対する攻撃を再開させた。これは戦術的な誤りだったと思われる。北軍の両翼はゆっくりと退いてピッツバーグ・ランディングの周りに半円を描くようになっており、もしボーリガードが部隊を北軍の側面に集中させておれば、北軍を打ち破ることができ、ホーネッツネストの突出部は思いのままだったかもしれない。

### ピッツバーグ・ランディングの防御
北軍側面は押されっぱなしだったが、まだ決着が着くところまでは行っていなかった。南軍ハーディとポークの部隊が北軍右翼のシャーマンとマクナーランドの部隊をピッツバーグ・ランディングの方向に後退させ、ホーネッツネストの右翼は開いたままになった。ジョンストンの死の直後に、南軍予備隊だったブレッキンリッジの軍団が北軍前線の最左翼を攻撃し、戦力に劣るデイビッド・スチュアートの旅団を後退させ、北軍後部とテネシー川への道が開けることになった。しかし、ブレッキンリッジ隊は再結集と、疲れや混乱からの回復のために停止し、続いてホーネッツネストに向けた砲声の方向に進むことを選んだので機会が失われた。ホーネッツネストが落ちた後、北軍の残っている部隊は、ピッツバーグ・ランディングの周りにテネシー川から西にさらに北の川道に伸びる3マイル (5 km)の固い前線を確立し、遅れているルー・ウォーレス師団の到着を期待して接近路を明けたままにしていた。シャーマンが前線の右翼を指揮し、マクラーナンドが中央、左翼はW・H・L・ウォレス、ハールバットおよびスチュアートの残兵がピッツバーグ・ランディングの上の崖に混み合っていた何千ものはぐれ兵と混合して守った。ビューエル軍の1個旅団、ブル・ネルソン師団のジェイコブ・アメン准将の旅団が舟で到着して間に合い前線の左端に加わった。防御線には50門以上の大砲の環があった。また川には砲艦（USSレキシントンとUSSタイラー）の大砲があった。南軍ウィザーズ准将に率いられた2個旅団による最後の攻撃は、戦線の突破を試みたが撃退された。ボーリガードは日没の午後6時以後に2回目の試みを中止させた。南軍の作戦は潰えた。南軍はグラント軍を川沿いの防御的陣地に押し込んだが、計画した西の沼地へではなかった。

### 夜の休戦
4月6日の夜、アメリカ史の中でも最も流血の多い戦闘の一つの第1日目には気落ちさせる結末だった。両軍間の戦場で死んでいく兵士の絶望的な叫びが夜通し北軍、南軍の宿営地に聞こえた。雷雨がその地域を通り過ぎ、北軍の砲艦からの周期的な砲撃が両軍共にその夜を惨めな経験にさせた。グラントの一時的な挫折にも怯まない態度と攻撃的な姿勢を貫く傾向を要約する有名な逸話がある。疲れ切った南軍兵士が放棄された北軍宿営地で寝に就いたとき、シャーマンは降り注ぐ雨を避けている木の下でグラントに出逢った。グラントは葉巻を吸いながらその日の損失と翌日の作戦を考えていた。シャーマンが「ところでグラント、今日は悪魔の日だったとは思わないか？」と言うと、グラントは見上げて、「そうだな」と答え、1服した後、「そうだ、だが明日は奴らに目に物見せよう」と言った。
ボーリガードはデイヴィス大統領に「完璧な勝利」と電報を打ち、後に「私はグラント将軍をまさに望んでいた場所においていたので、明日の朝には終わらせることができると考えた」ことを認めた。その部下の多くも、北軍の宿営地を取り、何千もの捕虜と数トンもの物資を捕獲したことで喜び勇んでいた。しかし、グラントには楽観的になる理由があった。ルー・ウォーレス師団と、ドン・カルロス・ビューエルの15,000名の軍隊がその夜に到着しつつあり、ビューエルの全軍は午前4時までに到着して、翌日の流れを変えるのに間に合った。ボーリガードの夕暮れでその攻撃を停止させた決断については、かなりの歴史的な議論を呼んだ。ブラクストン・ブラッグとアルバート・ジョンストンの息子、ウィリアム・プレストン・ジョンストン大佐は、いわゆる「シャイローの失われた機会」を嘆いた者達の中にいた。ボーリガードは北軍前線の強さを見るために前線に出てこないで、シャイロー教会に留まっていた。ネイサン・ベッドフォード・フォレスト大佐からのビューエル軍がグラント軍の補強のために川を渉ろうとしているという情報（さらに戦争捕虜プレンティスの空威張り)）も軽視した。ボーリガードはその決断の言い訳で、部隊は単に疲れており、昼の光は1時間も残っておらず、グラント軍の大砲の優位が手強いものだったとしていた。またアラバマ州北部にいるベンジャミン・ハーディン・ヘルム准将から、ビューエル軍はアラバマ州ジケーターに向かっており、ピッツバーグ・ランディングに向けてではないという伝言を受け取っていた。

## 4月7日の戦闘

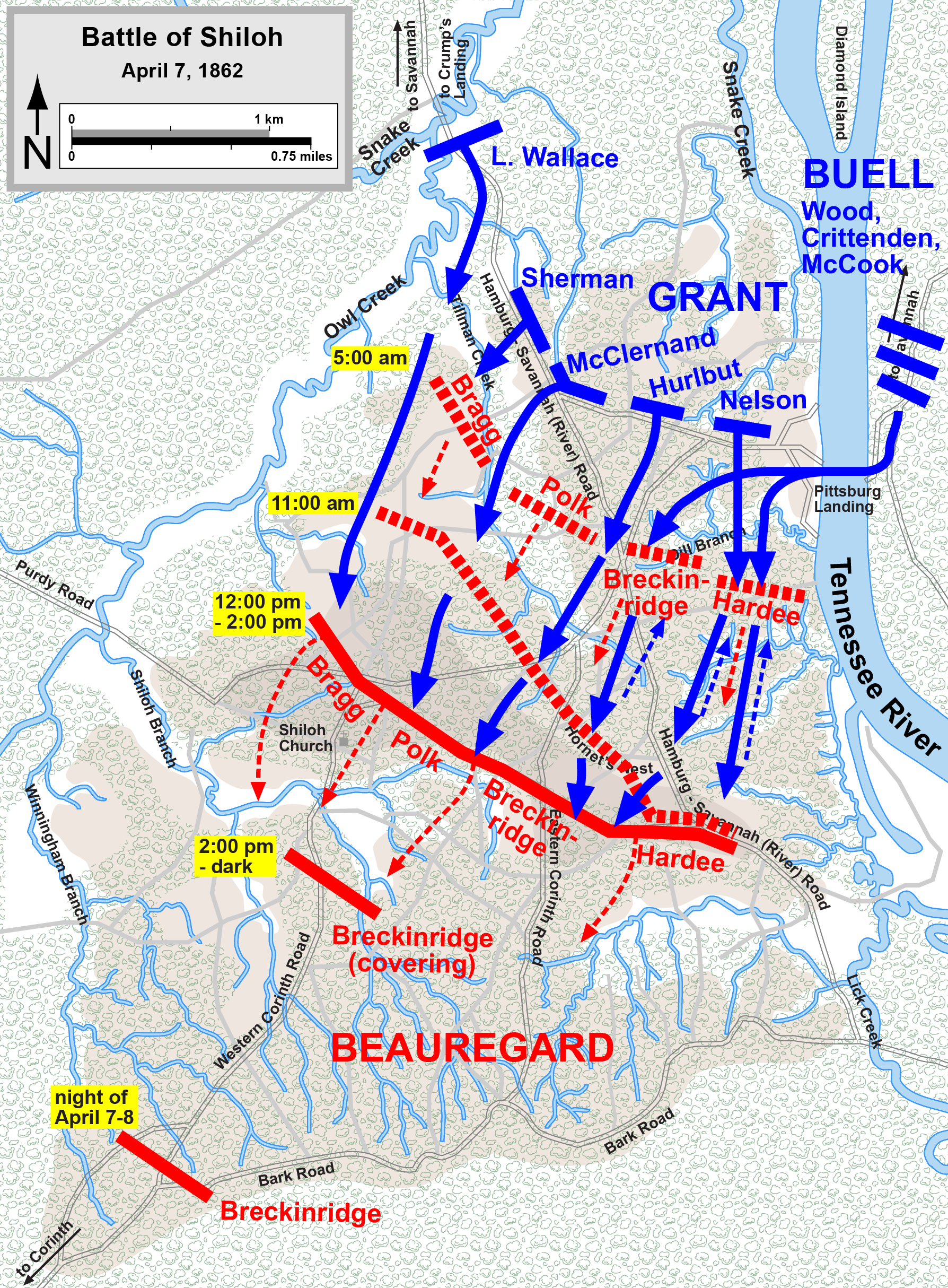
シャイローの戦い、4月7日

4月7日、北軍は2軍が合流して総勢45,000名となった。南軍は1日目に大きな損失を受けて、その数は8,500名とされたが、落ちこぼれや脱走のために、その指揮官達の報告では残り実質20,000名に過ぎなかった。ビューエルは戦後その数字に反論し、28,000名はいたと主張した。南軍兵は南のプレンティスとシャーマンが宿営地に使っていた場所に引き返し、ポークの軍団はピッツバーグ・ランディングの南西4マイル (6.5 km)、4月5日に露営した所まで戻った。戦線は築かれておらず、いたとしても弾薬の補給はほとんど無かった。兵士達は食料、水および最も必要とする夜の休息のための待避所を探す必要性で消耗していた。
ボーリガードはこのとき勢力で負けていることに気付いておらず、攻撃を続行してグラント軍を川に追い落とす作戦を立てた。彼が驚かされたことに、北軍は夜明けと共に行動を開始し大挙して反撃を始めた。グラントとビューエルはその攻撃を別々に始めた。協働行動は師団レベルでのみ起こった。ルー・ウォーレス師団が北軍前線の最右翼で午前7時頃にティルマン・ブランチを渉って最初に戦闘に突入し、プレストン・ポンド大佐の旅団を追い返した。ウォーレス師団の左翼はシャーマン師団の生き残りであり、マクラーナンドやW・H・L・ウォレス（この時はジェイムズ・タトル大佐が指揮を引き継いでいた）の残存兵も加わった。ビューエル軍のブル・ネルソン、クリッテンデンおよびマクックの各師団は左翼に就いた。南軍の防御陣はひどく混じり合っており、部隊の結束は旅団を越えてはほとんど無かった。ポーク少将の師団を露営地から南西に動かして配置に付けるまで2時間以上を要した。午前10時までに、ボーリガードはその前線を安定させ、左翼からブラッグ、ポーク、ブレッキンリッジおよびハーディの順で並んだ。
北軍の左翼はネルソンの師団が前進を誘導し、密接してクリッテンデンおよびマクックの各師団が続き、コリンス道路とハンバーグ・サバンナ道路を下った。激しい戦闘の後でクリッテンデンの師団が朝遅くまでにホーネッツネスト地域を取り戻したが、クリッテンデンとネルソンはどちらもブレッキンリッジによる決死の反撃で撃退された。北軍の右翼は着実に前進し、ブラッグとポークを南に後退させた。クリッテンデンおよびマクックの各師団がその攻撃を再開し、ブレッキンリッジは後退を強いられ、昼までにボーリガード軍の前線はハンバーグ・パーディ道路に沿うようになった。
午後早く、ボーリガードはシャイロー教会地域から一連の反撃を掛けさせ、コリンス道路の制圧を狙った。北軍の右翼はウォーターオークス・ポンドでのこれら攻撃によって一時的に後退させられた。クリッテンデンはタトルの支援を受けてハンバーグ・パーディ道路と東コリンス道路の交差点を占拠し、南軍をプレンティスが使っていた宿営地に追い込んだ。ネルソンはその攻撃を再開し、午後遅くまでにロカストグラブ・ブランチを見下ろす高台を占領した。ボーリガードの最後の反撃は側面攻撃を受け、グラントがジェイムズ・C・ビーチ大佐の旅団を前進させたときに撃退された。
ボーリガードは主導権を失い、弾薬や食料も尽きかけ10,000名以上の兵士が戦死し、負傷し、不明になっていることを認識し、もはやこれ以上は進めないと分かった。ブレッキンリッジの5,000名を殿軍に使い、教会とシャイロー・ブランチの南の尾根にあった大砲を集中させて軍をシャイロー教会の後に退かせた。これらの部隊が午後5時まで北軍をコリンス道路の陣地に留めさせ、その後南軍はコリンスに向けて秩序ある撤退を開始した。疲れ切った北軍は、以前のシャーマンやプレンティスの宿営地まで追撃するのがやっとだった。ルー・ウォーレスの師団はシャイロー・ブランチを越えて前進したが、他の部隊の支援がなかったので、闇が訪れると共に停止し、シャーマンの宿営地に戻った。戦闘は終わった。その後長い間、グラントとビューエルは、まだ明るさが残っている時間を利用してでも即座の追撃を掛けないとグラントが決断した事について口喧嘩した。グラントは、兵士が疲れ切っていることを挙げていたが、南軍も同じように疲れ切っていたことも事実だった。グラントが躊躇したことの一端は、ビューエルと普通ではない指揮の関係を持ったことでもあった。グラントが上級士官であり、事実上両軍を指揮したが、ビューエルは2日間の戦いを通じて独立して行動することを明確にしていた。

## フォールン・ティンバーズ、4月8日
4月8日、シャーマンをコリンス道路に沿って威力偵察に派遣し、南軍が撤退したかあるいは再結集して攻撃を再開するつもりかを確認させた。グラント軍には、偵察行動に最も適し、退却する敵を活発に追撃することに適した大きな組織された騎兵隊が無かった。シャーマンはその師団から2個旅団と2個騎兵大隊を選んで前進させ、ビューエル軍のトマス・J・ウッド准将の師団に遭遇した。ピッツバーグ・ランディングから6マイル(10 km)南西で、シャーマン隊が開けた平原に出てきて、そこに南軍の野戦病院を含む広範な宿営地があった。その地は南軍のフォレスト大佐が指揮する300名の騎兵が守っていた。その平原に近づく道には200ヤード (180 m)以上にわたって倒木が置かれていた。
第77オハイオ歩兵連隊の散兵が接近していったが、倒木を払うために難渋した。フォレストは突撃を命じ、散弾銃や拳銃を放ち、サーベルを振りかざし、南部騎兵の気の荒い混戦を生み出し、シャーマンを捕獲する寸前までいった。ジェシー・ヒルデブランド大佐の旅団が横隊を形成し始めると、南軍の騎兵は強力な敵を見て後退を始め、部下よりもかなり前に出ていたフォレストは、自分が孤立していると認識する前に北軍兵からは数ヤードの距離になっていた。シャーマンの兵士が「奴を殺せ！奴と馬を殺せ」と叫んだ。1人の北軍兵士がそのマスケット銃でフォレストの脇に狙いを定めて発砲し、尻の上に当たり、背骨まで通った。フォレストは重傷だったが馬の背に留まり続け逃げおおせた。フォレストはその傷も戦争全体も生き残った。北軍は約100名を失い、フォレストの突撃であやうく捕獲されるところだった。この出来事は「フォールン・ティンバーズ」（倒木）という名前で記憶されている。シャーマンは南軍の野戦病院を占領した後、ブレッキンリッジの殿軍のさらに後尾に遭遇して、敵は新たな攻撃を掛ける兆候が無いと判断し、宿営地に戻った。

## 戦闘の後
この戦闘の直後、北部の新聞は4月6日の戦闘でのグラントの行動を非難した。記者達の多くは戦場から遠く離れていたが、グラントが酒に酔っており、このことで防御の備えが無かったために兵士達がそのテントで銃剣に刺されることになったという誤った情報を広めた。北軍の勝利にも拘わらず、グラントの評判は北部世論の間で悪化した。多くの者は破壊された北軍を統制し、4月7日の勝利に導いたのはビューエルの功績だとした。グラント解任の要求がホワイトハウスに吹き荒れた。エイブラハム・リンカーン大統領はグラントに関する最も有名な発言で答えた。「私にはこの男に換えられる者がいない。彼は戦う」シャーマンはその前の憂鬱や戦闘に先立つ防御の過失を償って余りある銃火と混乱の中での落ち着きによって、即座に英雄として浮上した。しかし今日、グラントは厳しい状況下に保持し得た明晰な判断力と、結局は2日目に勝利に導いた大きな戦術的有り様を認識できる能力によって肯定的に評価されているday.。
それでもグラントの経歴はシャイローの戦いの後で一時的に傷ついた。ヘンリー・ハレックはその軍隊を結集して再編し、グラントは副司令官という権力の無い地位に就けた。4月下旬と5月に、ハレックが自ら指揮する北軍は緩りとコリンスに向かい、それを包囲して占領した。一方ミシシッピ川の水陸協働部隊が南軍の河川防衛船隊を破壊し、テネシー州メンフィスを占領した。ハレックは全北軍の総司令官に昇進し、東部へ出発すると共に、グラントが指揮に戻った。グラントはミシシッピ川を下って軍を進めビックスバーグを包囲した。1863年夏のビックスバーグの降伏とポートハドソンの陥落の後は、ミシシッピ川が北軍の支配下になり、南軍は2つに分断された。ミシシッピ軍の指揮はブラクストン・ブラッグに任され、ブラッグは4月6日付けで大将に昇進した。1862年の秋に、ブラッグはケンタッキー州侵略軍を率い、ペリービルの戦いの後で撤退するという結果になって失敗した。

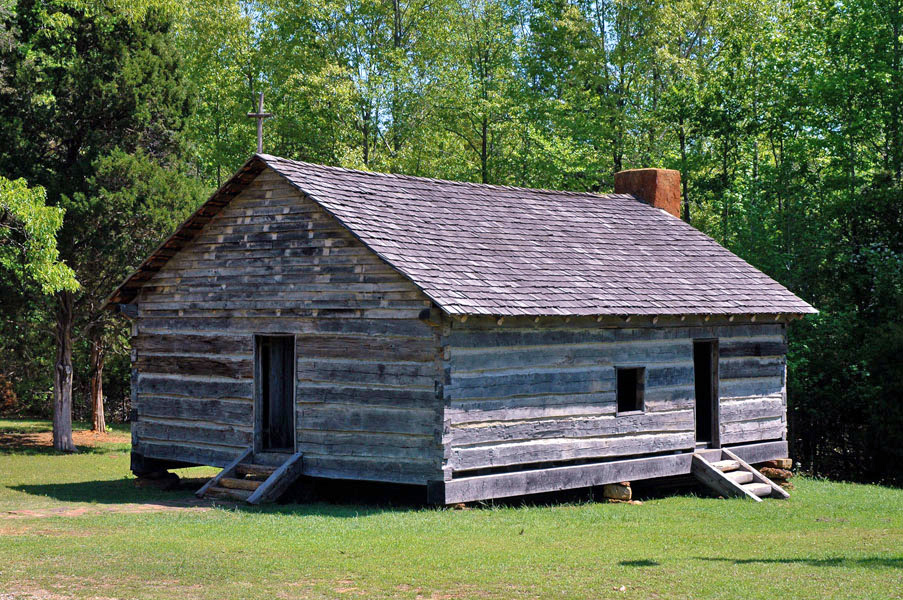
シャイロー教会、シャイロー国立軍事公園、2006年撮影

シャイローの2日間の戦いはそれまでのアメリカ史で最も損失の多いものとなり、南軍の敗北と、ジョンストンが描いた北軍の2つの軍隊がテネシー州で合流するのを妨げるという作戦が挫折する結果になった。北軍の損失は13,047名（戦死1,754名、負傷8,408名、捕虜または不明2,885名）だった。グラント軍は2日間にわたる戦いの鉾先となり、グラント軍だけで戦死1,513名、負傷6,601名、捕虜または不明2,830名となった。南軍の損失は10,699名（戦死1,728名、負傷8,012名、捕虜または不明959名）だった。両軍の損失合計23,746名という数字は、アメリカ独立戦争、米英戦争および米墨戦争の戦闘に絡むアメリカ軍の損失合計よりも大きかった。死者には南軍の将軍アルバート・ジョンストンが含まれている。北軍の位が高い死者にはW・H・L・ウォレスがいた。両軍ともにこの大きな損失に衝撃を受けた。このような流血沙汰があと3年間続き、さらに大きな損失を出す戦闘が8度も起こるとは、誰も予測できなかった。グラントは、一つの大きな戦いが戦争を終わらせるという予測はおそらく実現できないと理解するようになった。戦争は、大きな損失を出し資源を使いはたして南軍が屈服するか、南軍が勝利して合衆国が分裂するか、どちらかまで継続することになる。グラントは戦争の残り期間で役立つことになる備えについて貴重な教訓も学んだ。